# Château de Mondétour
Le château de Mondétour est une demeure du XVIIIe siècle qui se dresse sur le territoire des communes française de Morgny-la-Pommeraye et Blainville-Crevon, dans le département de la Seine-Maritime, en région Normandie.
Le château, propriété privée non ouvert à la visite, est partiellement inscrit au titre des monuments historiques.

## Localisation
Le château est situé sur les communes de Morgny-la-Pommeraye et Blainville-Crevon, dans le département français de la Seine-Maritime.

## Historique
En 1718, Pierre Duval, directeur de la Monnaie de Rouen acquiert le fief, rase le manoir antérieur, et édifie le château actuel vers 1725. En 1771, le domaine est vendu au baron du Saussay, qui, en 1779, ajoute le pigeonnier.
À la fin du XVIIIe siècle, le château est acheté pour 631 000 Livres par Claude Belhomme de Franqueville, garde des rôles des offices de France, et passe successivement par mariage aux d'Acher de Montgascon, puis à Charles de Marbot (1820-1882), fils de Marcellin Marbot, aide de camp du maréchal Lannes.
En 1987, le domaine était la possession de Mme de Robillard de Beaurepaire et de Mme Ghislain Bouffet.

## Description
Le château de facture classique avec ses importantes dépendances constitue un vaste ensemble en briques d'où la pierre est presque inexistante.

## Protection
Au titre des monuments historiques :
- les façades et toitures du château et des communs ; la chapelle et le pigeonnier ; l'escalier avec sa rampe en fer forgé ; les sept pièces du rez-de-chaussée avec leur décor sont inscrits par arrêté du 27 août 1975 ;
- les intérieurs du château et des communs ; la grille et les piliers fermant la cour d'honneur ; l'orangerie et les bâtiments adjacents sont inscrits par arrêté du 17 juillet 2001 ;
- l'ensemble du domaine comprenant : le parc et les cours en totalité, sols, plantations, murs, piliers, grilles et bassins, la perspective vers la chapelle de Vimont au nord jusqu'au ravin, et la perspective vers l'église de Morgny-la-Pommeraye au sud-ouest ; l'emprise de l'avenue d'accès de part et d'autre du chemin vicinal n° 5 ; les façades et toitures de l'ancienne ferme du château, à savoir le logis, l'ancien pressoir, la grange et, en totalité, la charretterie sont inscrits par arrêté du 30 mai 2002.

## Pour approfondir